# Slowenischer Amateurfunkverband
Der Slowenische Amateurfunkverband, slowenisch Zveza radioamaterjev Slovenije (ZRS), wörtlich: „Verband der Funkamateure Sloweniens“, ist die nationale Vereinigung der Funkamateure in Slowenien.
Der ZRS ist seit Dezember 1992 Mitglied der International Amateur Radio Union (IARU Region 1), der internationalen Vereinigung von Amateurfunkverbänden. Er vertritt dort die Interessen der Funkamateure des Landes.

## Geschichte
Ursprünglich gegründet wurde der ZRS im Jahr 1946 als freiwilliges Mitglied innerhalb der jugoslawischen Vereinigung der Funkamateure. Mit dem Zerfall Jugoslawiens ab 1991 trat der ZRS im Dezember des Jahres aus und beantragte im darauffolgenden Februar die Aufnahme in die IARU als eigenständiges Mitglied nun für Slowenien. Im Dezember  1992 wurde er dessen Vollmitglied. Zugleich erhielten die slowenischen Funkamateure neue Rufzeichen, nun mit dem Präfix S5 als neuem Landeskenner.
Von den insgesamt rund 8000 Funkamateuren in Slowenien sind etwa 2500  Mitglieder des ZRS und in mehr als hundert Radioclubs organisiert. Etwa jeder 250. Einwohner Sloweniens ist ein Funkamateur (zum Vergleich: in Deutschland ist es etwa jeder 1000. Einwohner).
Der ZRS finanziert sich aus den Beiträgen seiner Mitglieder und fördert deren Aktivitäten, beispielsweise, indem er Funkwettbewerbe organisiert und durchführt.
Das QSL-Büro des ZRS kümmert sich um die kostenlose Verteilung von QSL-Karten und arbeitet seit 1991 unabhängig.
Die Mitgliederzeitschrift trägt den Titel CQ ZRS und widmet sich den typischen Amateurfunkthemen wie Betriebsarten, DX-Informationen, Hochfrequenztechnik, Amateurfunkpeilen, Sende- und Empfangstechnik, Testberichte, Bauanleitungen zu Antennen und so weiter.